# Anglo Society of New Brunswick
L'Anglo Society of New Brunswick (littéralement Société anglo du Nouveau-Brunswick) est une organisation qui, selon des dires, est vouée à la défense de la culture anglophone au Nouveau-Brunswick. Ses détracteurs l'accusent d'être contre le bilinguisme et même anti-francophone, anti-acadienne et anti-québécoise.

## Idéologie

### Bilinguisme
Le groupe est décrit comme « anti-francophone » par Radio Canada, qui rapporte qu'il ne cache pas son projet d'abolir le bilinguisme officiel au Nouveau-Brunswick. CBC rapporte que le groupe est « reconnu comme anti-biliguisme » et qu'il « se bat pour défendre les droits des anglophones ». Il est aussi fréquemment décrit comme un groupuscule.

### Acadiens
En 1998, le vice-président, George Astle, soutient que les anglophones doivent parler la « langue acadienne » pour avoir un emploi, qu'ils se font « donner des coups dans les côtes » et qu'il a lui-même perdu six élections municipales à cause de ses opinions. En 2010, le président de l'organisme, Matthew Glenn, soutien qu'il est un protecteur de la langue anglaise mais n'est pas anti-francophone et qu'il a même des nièces francophones. Le groupe soutient que si les Acadiens peuvent faire flotter leur drapeau, les anglophones peuvent le faire aussi. Jim Webb, l'un des membres, soutient que c'est une question d'équité, car le drapeau de l'Acadie est présent à l'année longue dans certaines municipalités. Il dit que les membres du groupe sont victimes de racisme. Il se dit Canadien, vétéran de la Seconde Guerre mondiale et fier de ses origines. Martin Leblanc Rioux, porte-parole du Front commun pour l'affichage bilingue au Nouveau-Brunswick, soutient que l'Anglo Society a des « idées arriérées », qu'« ils ont le droit de s'exprimer » mais que ça devrait être fait « de façon responsable en se tenant aux faits ».

### Québécois
L'Anglo Society fait souvent allusion au Québec et aux Québécois dans ses messages et ses manifestations. Laurie Daley prétend que l'usage du bilinguisme dans les produits de consommation destinés au Québec a un « impact majeur » sur la langue et la liberté des anglophones du Nouveau-Brunswick.

## Symboles

### Jour des Anglos
Selon l'ancienne présidente, Laurie Daley, le jour des Anglos est adopté en 1995. Elle reconnaît qu'il commémore la chute de Québec à la suite de la bataille des Plaines d'Abraham en 1759, et qu'en ce jour, « les Britanniques ont commencé une campagne menant à la création de l'une des plus grandes nations du monde, le Canada. Lorsque la population du Canada a grandi, avec des immigrants de plusieurs pays, la chose qu'ils ont eu en commun fut la langue anglaise » . Certaines personnes ont proposé l'adoption du jour de la Saint-George mais Laurie Daley croit que cela n'est pas représentatif de l'ensemble de la population anglophone puisque plusieurs ne sont pas d'origine britannique.

## Histoire

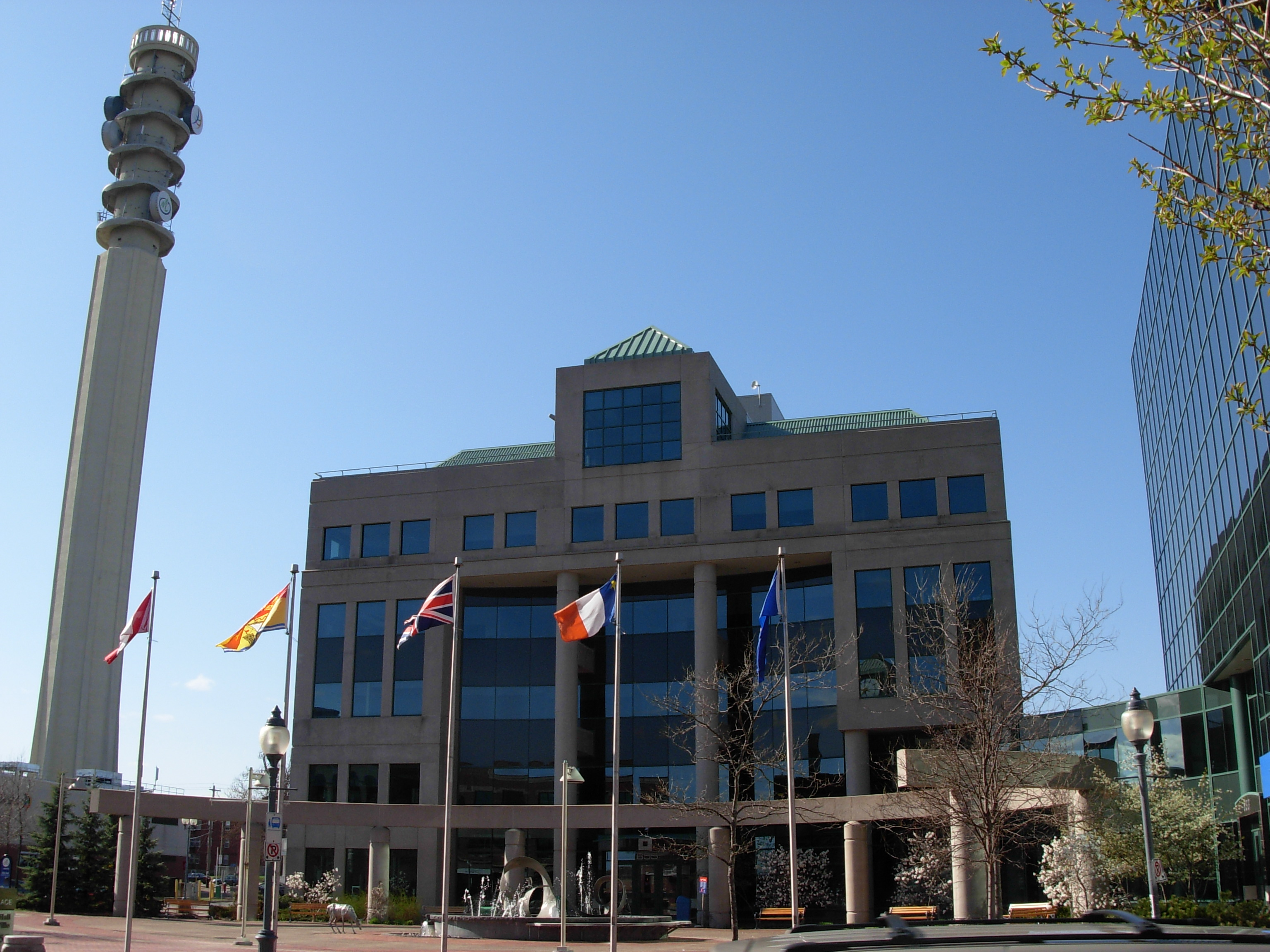
Le drapeau de l'Acadie (4e à partir de la gauche) devant l'hôtel de ville de Moncton.

L'Anglo Society of New Brunswick est fondée en 1992. Le vice-président, George (Buster) Astle, crée un drapeau en 1995. Selon Laurie Daley, il est levé à Miramichi durant la semaine précédant le jour des Anglos depuis cette année.

### Affaire des drapeaux ( «Flag Flap» )
En 1997, l'Anglo Society  manifeste à la conférence des premiers ministres à Saint-Andrews et à la fête nationale de l'Acadie à Miramichi.
En 1999, les membres de l'Anglo Society se font bannir à vie du centre commercial Brookside Mall de Fredericton, à la suite d'une manifestation contre la présence du français dans l'affichage d'un magasin Rossy ayant tourné à la violence. Le président, Laurie Daley, soutient que ses membres ne peuvent plus « tendre l'autre joue », et qu'ils pourraient désormais recourir à la violence pour défendre leur point de vue. En 1999, l'Anglo Society prévoit manifester à Moncton durant la tenue du Sommet de la Francophonie, prétextant que les Acadiens jouissent d'un traitement de faveur et qu'il faut les dénoncer. Le premier ministre Bernard Lord se montre inquiet et affirme que l'événement est au contraire un moyen de montrer sa tolérance au monde et que la société ne fera que défendre sa cause au détriment de toute la province. Le 15 août, lors de la fête nationale de l'Acadie à Fredericton, des membres manifestent contre la levée du drapeau de l'Acadie, menant à une altercation. Un Québécois est accusé de voie de fait et son procès commence en mars 2000 à Burton; l'Anglo Society s'oppose au fait que le procès a lieu en français, ce qui est pourtant un droit au Canada.
En mars 2000, le site web de l'Anglo Society est attaqué par un pirate, qui traduit le texte en anglais ; un constable de la GRC affirme que c'est un crime grave alors que des membres soutiennent que cet événement est lié au procès du Québécois. En août 2000, un membre de la société tente d'enlever le drapeau de l'Acadie devant le palais de justice de Fredericton, forçant la police municipale à agir. D'ailleurs, des policiers rencontrent des responsables de la Société des Acadiens et Acadiennes du Nouveau-Brunswick afin de prévenir toute conduite inappropriée, l'Anglo Society ayant annoncé son intention de manifester à nouveau contre la fête nationale du 15 août. Un drapeau de l'Acadie est tout de même profané ce jour-là. L'Anglo Society manifeste devant l'hôtel de ville de Fredericton le 18 septembre 2000, contre le refus de la municipalité de montrer leur drapeau alors que celui de l'Acadie est levé le 15 août ; le maire prétexte que l'opinion publique ne pense pas que l'Anglo Society représente l'ensemble de la population anglophone.
La grande présence policière le 15 août 2001 n'empêche pas des membres de déchirer et piétiner un autre exemplaire du drapeau.
En 2004, le conseil municipal de Bathurst accède à la demande de l'organisme d'installer son drapeau dans l'entrée de l'hôtel de ville. Le maire Stephen Brunet affirme qu'une très faible minorité des membres s'opposent au fait français, que le but est de célébrer la culture anglaise et non de diviser la population et que le drapeau de l'Anglo Society représente tous les anglophones, de la même manière que celui de l'Acadie pour les francophones. Jean-Guy Rioux, de la Société des Acadiens et des Acadiennes du Nouveau-Brunswick, considère cela comme une « grande erreur de jugement ». D'ailleurs, même si la décision est prise à l'unanimité, une conseillère acadienne regrette ce choix lorsqu'elle en apprend plus sur l'histoire de la société.
Saint-Jean accepte aussi la demande. Le conseil municipal de Miramichi préfère quant à lui la création d'un comité pour étudier la question.
En mai 2010, la cité de Dieppe adopte un arrêté sur l'affichage bilingue obligatoire. Des élus de la cité voisine de Moncton désirent faire de même et des membres de l'Anglo Society manifestent contre ce projet le 12 juillet suivant. Il présente ensuite une pétition en août, alors que le Front commun pour l'affichage bilingue au Nouveau-Brunswick reçoit l'appui de plusieurs entrepreneurs et organismes.
Au courant du même mois, la société parvient à faire voter à quatre voix contre deux en faveur de la levée de son drapeau sur l'hôtel de ville de Bathurst le 18 septembre, un jour qu'elle appelle la « fête des Anglais » (Anglo Day),. Le maire Stephen Brunet soutient cette décision parce que plusieurs cultures se côtoient dans la région. D'un autre côté, une conseillère considère que c'est un « manque de respect » en rappelant que le 18 septembre est le jour de la capitulation de Québec après la bataille des Plaines d'Abraham, un événement marquant la fin de la Nouvelle-France. Cette conseillère affirme avoir reçu plus de 80 courriels de plainte. Bruno Godin, le directeur général de la SAANB, affirme d'ailleurs ne pas comprendre la décision, qui apporte une trop grande importance à un « groupuscule ». Le maire de Petit-Rocher, Pierre Godin, est aussi opposé à cette décision, de même qu'une bonne partie de l'opinion publique, selon Radio-Canada. Pierre Godin prétend que l'Anglo Society ne représente pas la majorité des anglophones. Le 18 juillet, le conseil municipal revient sur sa décision, soutenant que c'est un affront aux francophones ; ni le maire ni l'Anglo Society émettent de commentaires. L'organisme soutient que vingt-cinq nouveaux membres rejoignent le groupe après cet événement.
À la suite de ce refus, l'Anglo Society approche d'autres villes mais Miramichi et Fredericton refusent alors que Saint-Jean et Moncton étudient la question. Le président de la section de la SAANB de la région de Saint-Jean soutient que cela démontre « leurs couleurs et les valeurs qu'ils [les membres du conseil municipal] sont prêts à appuyer ». Saint-Jean finit par rejeter la proposition à l'unanimité. L'Anglo Society menace d'intenter un recours collectif contre les municipalités ayant refusé sa demande.
Le débat se déplace ensuite sur l'Internet, où des membres accusent les Acadiens et les Québécois de vouloir détruire leur culture, en publiant des commentaires décrits comme « haineux » créant un « mouvement de panique auprès de la population anglophone » par Radio-Canada. Une page Facebook est créée, montrant des tuniques ornées des drapeaux de l'Acadie et du Québec. Selon les commentaires publiés, les Acadiens et les Québécois porteraient ces tuniques pour comploter contre les anglophones. Ils soutiennent aussi qu'une minorité du Canada tenterait de prendre le contrôle de la majorité. L'artiste acadien Mario Doucette se joint à la page pour tenter de « rectifier les faits » mais se fait rejeter après une semaine sous des accusations de racisme, parce « ses toiles sont souvent inspirées de la Déportation des Acadiens ». Mario Doucette trouve que c'est chercher à créer un « complot », que cela « crée de l'anxiété et de la peur » et que certains commentaires sont même « criminels ». Des Anglophones du Nouveau-Brunswick s'opposant au groupe le tournent de leur côté en dérision en créant un faux bulletin de nouvelles.

### Opposition au bilinguisme
Une manifestation en faveur de l'égalité linguistique à Moncton a lieu le 16 octobre 2010. Organisée par le Front commun pou l'affichage bilingue au Nouveau-Brunswick, elle attire plusieurs centaines de personnes, surtout des francophones. Une contre manifestation de l'Anglo Society a lieu au même moment mais il n'y a aucun accrochage.

### Vente d'Énergie NB à Hydro-Québec
L'Anglo Society s'oppose vigoureusement à la vente d'Énergie NB à Hydro-Québec. Le 3 mai 2011, un membre se plaint que dans certaines communautés comme Cap-Pelé et Memramcook, les poteaux électriques sont peints aux couleurs du drapeau de l'Acadie, ce qu'il considère « insultant et offensant envers les anglophones », et menace de peinturer les poteaux restants aux couleurs de l'Union Jack.